# Быстров, Александр Александрович
Александр Александрович Быстров (1942—2021) — начальник Управления радиоэлектронной борьбы Генерального штаба Вооруженных Сил Российской Федерации (1992—1998), генерал-лейтенант.

## Биография
Родился 15 мая 1942 года в с. Курганы Гвардейского района Алма-Атинской области.
С сентября 1961 по август 1998 г. на военной службе.
После окончания Кемеровского военного училища связи (1964) служил в ПрикВО, последняя должность — начальник 582 пункта радиотехнического контроля.
В 1973—1976 гг. слушатель Военной академии им. М. В. Фрунзе. Дальнейший послужной список:
- 1976—1979 старший офицер отдела штаба ТуркВО;
- 1979—1980 начальник штаба — заместитель командира 226 отдельного полка РЭБ Московского военного округа;
- 1980—1982 офицер и старший офицер Управления РЭБ Сухопутных войск;
- 1982—1985 старший офицер Управления кадров ГШ ВС СССР;
- 1985—1987 слушатель ВА ГШ ВС СССР;
- 1987—1988 заместитель начальника УРЭБ ГШ СВ;
- 1988—1992 начальник службы РЭБ ГШ СВ;
- 1992—1998 начальник Управления радиоэлектронной борьбы Генерального штаба Вооруженных Сил Российской Федерации.

В августе 1998 г. уволен с военной службы.
Умер 13 мая 2021 года после непродолжительной болезни.
Похоронен на Федеральном военном мемориальном кладбище (4-й км Осташковского шоссе).
Награждён орденами «За службу Родине в Вооруженных Силах СССР» (1990), «За военные заслуги» (1997) и 10 медалями.